# Maria d'Orleans (princesa de Württemberg)
Maria d'Orleans (Palerm, 12 d'abril de 1813 - Pisa, 2 de gener de 1839) era Princesa de sang de França de la casa d'Orleans amb el tractament d'altesa reial que es maridà en el si de la casa reial esdevenint princesa de Württemberg. Era filla del rei Lluís Felip I de França i de la princesa Maria Amèlia de Borbó-Dues Sicílies. Maria d'Orleans era neta per via paterna del duc Lluís Felip d'Orleans i de la princesa Adelaida de Borbó-Penthièvre; mentre que per línia materna ho era del rei Ferran I de les Dues Sicílies i de l'arxiduquessa Maria Carolina d'Àustria. El dia 17 d'octubre de 1837 contragué matrimoni al Trianon de Versalles amb el duc Alexandre de Württemberg, fill del duc Alexandre Frederic de Württemberg i de la princesa Antònia de Saxònia-Coburg-Saafeld. La parella tingué un únic fill: SAR el duc Felip de Württemberg, nat a Neuilly-sur-Seine el 1838 i mort a Stuttgart el 1917. Es casà a Viena el 1865 amb l'arxiduquessa Maria Teresa d'Àustria.